# Żeglarstwo na Letnich Igrzyskach Olimpijskich 1936 – klasa 8 metrów
Zawody w żeglarskiej klasie 8 metrów podczas XI Letnich Igrzysk Olimpijskich odbyły się w dniach 4–12 sierpnia 1936 roku na wodach Zatoki Kilońskiej.

## Informacje ogólne
Do zawodów zgłosiło się dziesięć załóg reprezentujących tyleż krajów.
Regaty składały się z siedmiu wyścigów.  Jeden punkt był przyznawany za ukończenie wyścigu, kolejne zaś za miejsca zajęte na mecie – liczba punktów równa była liczbie pokonanych załóg, łącznie z tymi, które nie wystartowały lub nie ukończyły danego wyścigu. Na wynik końcowy składała się suma wszystkich punktów, przy czym wyższą lokatę zajmował jacht o większej liczbie punktów. Przy równej punktacji załóg przeprowadzana była między nimi dogrywka.
Cztery z wyścigów odbyły się w innych godzinach niż planowano z powodu zbyt burzliwego lub spokojnego morza i, co za tym idzie, przesunięcia startów innych klas. Różnice między pierwszą trójką nie były duże, a triumfowali reprezentanci Włoch. O drugie miejsce została rozegrana dogrywka, w której lepsi od Niemców okazali się Norwegowie.

## Wyniki
| Pozycja | Załoga | Jacht        | Wyścig I | Wyścig I | Wyścig II | Wyścig II | Wyścig III | Wyścig III | Wyścig IV | Wyścig IV | Wyścig V | Wyścig V | Wyścig VI | Wyścig VI | Wyścig VII | Wyścig VII | Dogrywka | Ogółem |
| Pozycja | Załoga | Jacht        | Pozycja  | Punkty   | Pozycja   | Punkty    | Pozycja    | Punkty     | Pozycja   | Punkty    | Pozycja  | Punkty   | Pozycja   | Punkty    | Pozycja    | Punkty     | Pozycja  | Ogółem |
| ------- | --- | ------------ | -------- | -------- | --------- | --------- | ---------- | ---------- | --------- | --------- | -------- | -------- | --------- | --------- | ---------- | ---------- | -------- | ------ |
| złoto   | Giovanni Reggio Bruno Bianchi Luigi De Manincor Domenico Mordini Enrico Poggi Luigi Poggi                      | Italia       | 2        | 9        | 5         | 6         | 6          | 5          | 1         | 10        | 3        | 8        | 3         | 8         | 2          | 9          |          | 55     |
| srebro  | Olaf Ditlev-Simonsen John Ditlev-Simonsen Lauritz Schmidt Hans Struksnæs Jacob Tullin Thams Nordahl Wallem     | Silja        | 3        | 8        | 1         | 10        | 2          | 9          | 6         | 5         | 5        | 6        | 4         | 7         | 3          | 8          | 1        | 53     |
| brąz    | Hans Howaldt Fritz Bischoff Alfried Krupp von Bohlen und Halbach Eduard Mohr Felix Scheder-Bieschin Otto Wachs | Germania III | 6        | 5        | 2         | 9         | 4          | 7          | 4         | 7         | 1        | 10       | 1         | 10        | 6          | 5          | 2        | 53     |
| 4       | Tore Holm Marcus Wallenberg Wilhelm Moberg Detlow von Braun Per Gedda Bo Westerberg                            | Ilderim      | 1        | 10       | 3         | 8         | 1          | 10         | 3         | 8         | 6        | 5        | DSQ       | 0         | 1          | 10         |          | 51     |
| 5       | Gunnar Grönblom Hilding Silander Oscar Sumelius Olof Wallin Sven Grönblom Walter Kjellberg                     | Sheerio      | 5        | 6        | 6         | 5         | 3          | 8          | 7         | 4         | 4        | 7        | DSQ       | 0         | 4          | 7          |          | 37     |
| 6       | Kenneth Preston Robert Steele Joseph Compton John Eddy Beryl Preston Francis Preston                           | Saskia       | 4        | 7        | 4         | 7         | 5          | 6          | 5         | 6         | 9        | 2        | 5         | 6         | 9          | 2          |          | 36     |
| 7       | Rufino Rodríguez de la Torre Mario Ortíz Luis Aguirre Hipólito Gil Rafael Iglesias Guillermo Peralta           | Matrero II   | 8        | 3        | 7         | 4         | 7          | 4          | 9         | 2         | 8        | 3        | 6         | 5         | 7          | 4          |          | 25     |
| 8       | Niels Hansen Hans Tholstrup Otto Danielsen Carl Berntsen Vagn Kastrup Niels Schibbye                           | Anitra       | 9        | 2        | 10        | 1         | 10         | 1          | 2         | 9         | 2        | 9        | DSQ       | 0         | DNF        | 0          |          | 22     |
| 9       | Pierre Arbaut Pierre Gaudermen Rémi Schelcher Charles Gaulthier Henri Bachet Ernest Granier                    | EA II        | 10       | 1        | 9         | 2         | 9          | 2          | DSQ       | 0         | 7        | 4        | 2         | 9         | 8          | 3          |          | 21     |
| 10      | Owen Churchill Robert Sutton Karl Dorsey William Keane Frederick Shick Antonia Churchill                       | Angelita     | 7        | 4        | 8         | 3         | 8          | 3          | 8         | 3         | 10       | 1        | DSQ       | 0         | 5          | 6          |          | 20     |